# 東日本信用漁業協同組合連合会
東日本信用漁業協同組合連合会（ひがしにほんしんようぎょぎょうきょうどうくみあいれんごうかい）は、千葉県千葉市に本所を置く、北海道を除く東日本の漁業協同組合の信用事業（JFマリンバンク）を統括する都県域漁協系金融機関であり、都県漁業協同組合を会員とする。通称は「東日本信漁連」。統一金融機関コードは9461。

## 沿革
- 2021年4月1日 - 青森県信用漁業協同組合連合会、岩手県信用漁業協同組合連合会、茨城県信用漁業協同組合連合会、千葉県信用漁業協同連合組合会、東京都信用漁業協同組合連合会、新潟県信用漁業協同組合連合会、富山県信用漁業協同組合連合会、石川県信用漁業協同組合連合会、福井県信用漁業協同組合連合会、静岡県信用漁業協同組合連合会、および三重県信用漁業組合連合会の合併により設立（存続法人は千葉県信用漁業協同連合組合会）[1]
- 2022年4月1日 - 愛知県信用漁業協同組合連合会を吸収合併[1]
- 2024年4月1日 - 宮城県漁業協同組合の信用事業のすべてを譲受[2]

## 店舗所在地
- 本店/千葉市中央区新宿2-3-8